# Vladimir Belov (schaatser)
Vladimir Belov (Russisch: Владимир Белов) (9 april 1954 - 7 januari 2021) was een Russisch schaatser.
Vladimir Belov was twee jaar actief geweest in de internationale schaatssport. In die korte tijd heeft hij naam gemaakt door ruim 300 dagen de adelskalender aan te voeren. Nationaal eindigde hij een keer op het erepodium bij de allroundkampioenschappen van de Sovjet-Unie, in 1977 werd hij derde.

## Adelskalender
Van 4 april 1978 tot 11 februari 1979 was Vladimir Belov aanvoerder van de Adelskalender. Daarmee heeft hij 313 dagen aan de top van de lijst gestaan.
Hieronder staan de persoonlijke records (PR's) waarmee Vladimir Belov aan de top van de Adelskalender kwam en de PR's die hij had staan toen hij van de eerste plek verdreven werd. Tevens zijn de gegevens weergegeven van de schaatsers die voor en na hem aan de top van de lijst stonden.
| Datum      | 500 m | 1500 m  | 5000 m  | 10.000 m | Punten  | Voorganger / Opvolger |
| ---------- | ----- | ------- | ------- | -------- | ------- | --------------------- |
| 19-03-1978 | 38,07 | 1.55,18 | 7.01,16 | 14.49,26 | 163,042 | Jan Egil Storholt     |
| 04-04-1978 | 37,90 | 1.56,70 | 6.59,8  | 14.42,1  | 162,885 |                       |
| 11-02-1979 | 37,90 | 1.56,05 | 6.59,15 | 14.43,11 | 162,653 | Eric Heiden           |

## Resultaten
| jaar | EK Allround |
| ---- | ----------- |
| 1978 | 8e          |

Rudolf Ericson · Peder Østlund · Jaap Eden · Oscar Mathisen · Ivar Ballangrud · Michael Staksrud · Åke Seyffarth · Nikolaj Mamonov · Hjalmar Andersen · Boris Sjilkov · Dmitri Sakoenenko · Juhani Järvinen · Knut Johannesen · Jonny Nilsson · Per Ivar Moe · Eduard Matoesevitsj · Ard Schenk · Kees Verkerk · Magne Thomassen · Hans van Helden · Vladimir Lobanov · Jan Egil Storholt · Sergej Martsjoek · Vladimir Belov · Eric Heiden · Viktor Sjasjerin · Andrej Bobrov · Nikolaj Goeljajev · Michael Hadschieff · Eric Flaim · Johann Olav Koss · Falko Zandstra · Rintje Ritsma · Gianni Romme · Jochem Uytdehaage · Chad Hedrick · Sven Kramer · Shani Davis · Patrick Roest